# Neoathyreus mexicanus
Neoathyreus mexicanus är en skalbaggsart som beskrevs av Johann Christoph Friedrich Klug 1843. Neoathyreus mexicanus ingår i släktet Neoathyreus och familjen Bolboceratidae. Inga underarter finns listade i Catalogue of Life.